# Islas y áreas protegidas del Golfo de California
Las Islas y áreas protegidas del Golfo de California es un conjunto de islas, islotes y zonas costeras situadas en el golfo de California, se localiza en los estados mexicanos de Baja California, Baja California Sur, Sonora, Sinaloa y Nayarit.

## Patrimonio de la Humanidad
Fueron declaradas Patrimonio de la Humanidad por la Unesco en 2005 y extendida su área de protección en el año 2007 y 2011. En 2019 la Unesco decidió incluir el sitio en la Lista del Patrimonio Mundial en Peligro por la inminente extinción de la vaquita marina.

## Composición
El sitio se compone de los siguientes espacios naturales:
| Código      | Nombre                                                                       | Estado                                                | Extensión                                                   | Coordenadas                                   |
| ----------- | ---------------------------------------------------------------------------- | ----------------------------------------------------- | ----------------------------------------------------------- | --------------------------------------------- |
| 1182-001    | Islas del Golfo de California                                                | Baja California, Baja California Sur, Sonora, Sinaloa | Zona de protección: 358 000 ha.                             | 29°00′00″N 112°20′00″O / 29.00000, -112.33333 |
| 1182-002    | Reserva de la Biosfera del Alto Golfo de California y delta del río Colorado | Baja California, Sonora                               | Zona de protección: 86 638 ha. Zona de respeto: 454 591 ha. | 31°38′00″N 114°37′00″O / 31.63333, -114.61667 |
| 1182-003    | Isla San Pedro Mártir                                                        | Sonora                                                | Zona de protección: 1111 ha. Zona de respeto: 29 054 ha.    | 28°22′30″N 112°20′15″O / 28.37500, -112.33750 |
| 1182-004    | El Vizcaíno (franja costera y marina en el Golfo de California)              | Baja California Sur                                   | Zona de respeto: 49 451 ha.                                 | 28°22′30″N 112°20′15″O / 28.37500, -112.33750 |
| 1182-005    | Parque Nacional Bahía de Loreto                                              | Baja California Sur                                   | Zona de protección: 206 581 ha.                             | 25°50′35″N 111°13′00″O / 25.84306, -111.21667 |
| 1182-006    | Parque Nacional Cabo Pulmo                                                   | Baja California Sur                                   | Zona de protección: 7111 ha.                                | 23°27′00″N 109°25′00″O / 23.45000, -109.41667 |
| 1182-007    | Área de fauna y flora protegida del Cabo San Lucas                           | Baja California Sur                                   | Zona de protección: 3996 ha.                                | 22°53′00″N 109°52′00″O / 22.88333, -109.86667 |
| 1182-008    | Reserva de la Biosfera de Islas Marías                                       | Nayarit                                               | Zona de protección: 14 845 ha. Zona de respeto: 626 440 ha. | 21°35′00″N 106°32′00″O / 21.58333, -106.53333 |
| 1182-009    | Parque Nacional Isla Isabel                                                  | Nayarit                                               | Zona de protección: 194 ha.                                 | 21°51′00″N 105°53′00″O / 21.85000, -105.88333 |
| 1182-010bis | Archipiélago de San Lorenzo                                                  | Baja California                                       | Zona de protección: 8806 ha. Zona de respeto: 49 637 ha.    |                                               |
| 1182-011bis | Islas Marietas                                                               | Nayarit                                               | Zona de protección: 79 ha. Zona de respeto: 1304 ha.        |                                               |
| 1182-012ter | Zona de Conservación Ecológica y de Interés Comunitario Balandra             | Baja California Sur                                   | Zona de protección: 1197 ha.                                |                                               |